# Turčok
Turčok (em húngaro: Turcsok) é um município da Eslováquia, situado no distrito de Revúca, na região de Banská Bystrica. Tem 14,78 km² de área e sua população em 2018 foi estimada em 288 habitantes.

## Demografia
| Ano:        | 1994 | 2004   | 2014    | 2024   |
| ----------- | ---- | ------ | ------- | ------ |
| Broj ljudi: | 230  | 239    | 274     | 278    |
| Razlika:    |      | +3,91% | +14,64% | +1,45% |

| Ano:               | 2023 | 2024   |
| ------------------ | ---- | ------ |
| Número de pessoas: | 275  | 278    |
| Diferença:         |      | +1,09% |